# Vodní nádrž Strž
Vodní nádrž Strž byla vybudována mezi lety 1952-1954 zvýšením hráze původního rybníka, ležícího na Stržském potoce na okraji Světnova. Tvoří součást vodárenské soustavy Želivka.

## Historie
Na místě vodní nádrže se dříve nacházel stejnojmenný rybník (ještě dnes na něj upozorňuje rozcestník Strž – rybník), u něhož došlo v letech 1952 – 1954 ke zvýšení hráze. Tím vznikla současná vodní nádrž. Jejím hlavním úkolem je nadlepšování průtoků potoka, kromě toho slouží také k rekreaci, rybolovu a částečně i k ochraně před povodněmi.

## Dostupnost
Vodní nádrž je snadno dostupná, neboť v její blízkosti se nachází několik chatových osad. Navíc podél ní vede zelená turistická značka ze Světnova na Stržanov.

## Galerie

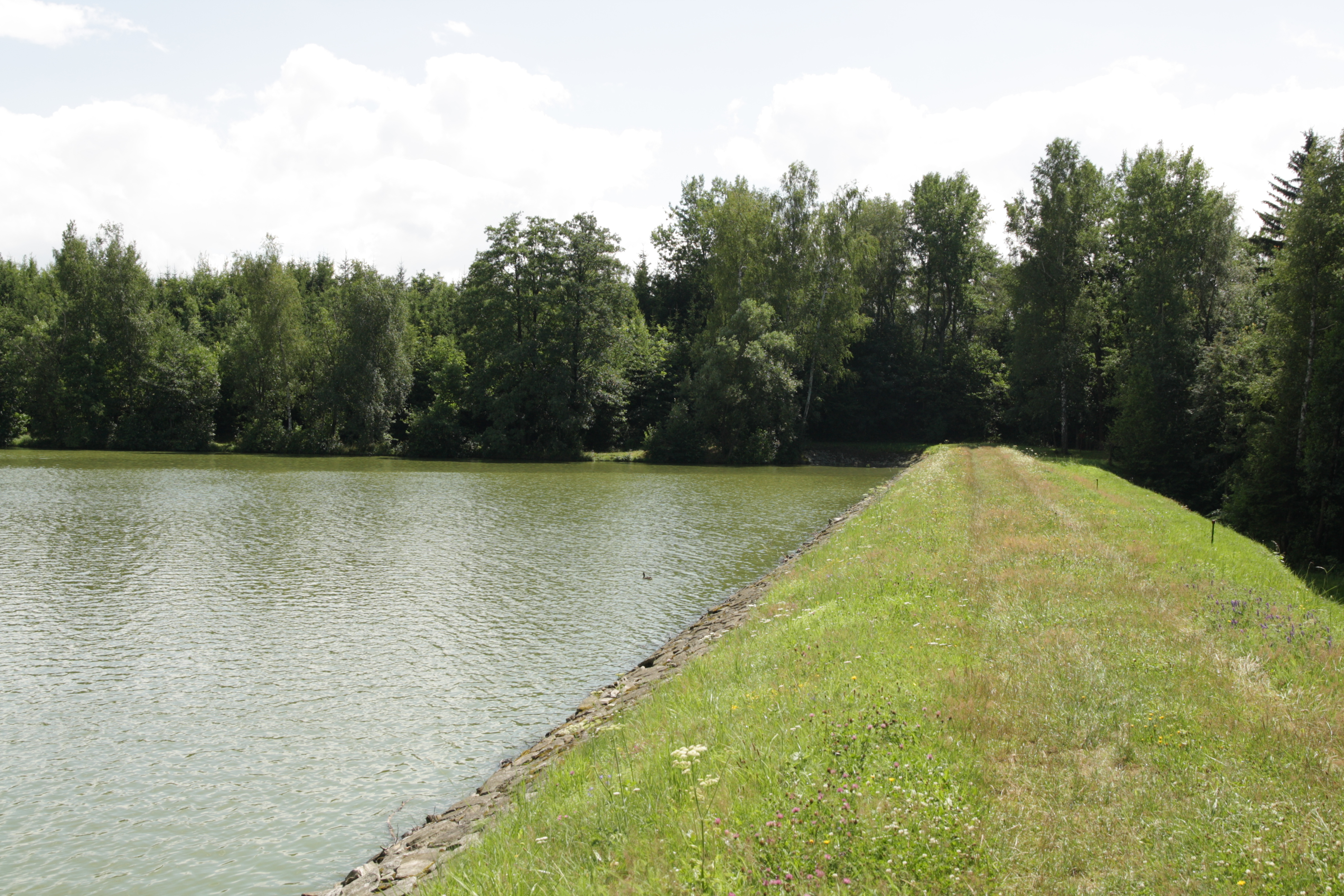
hráz nádrže
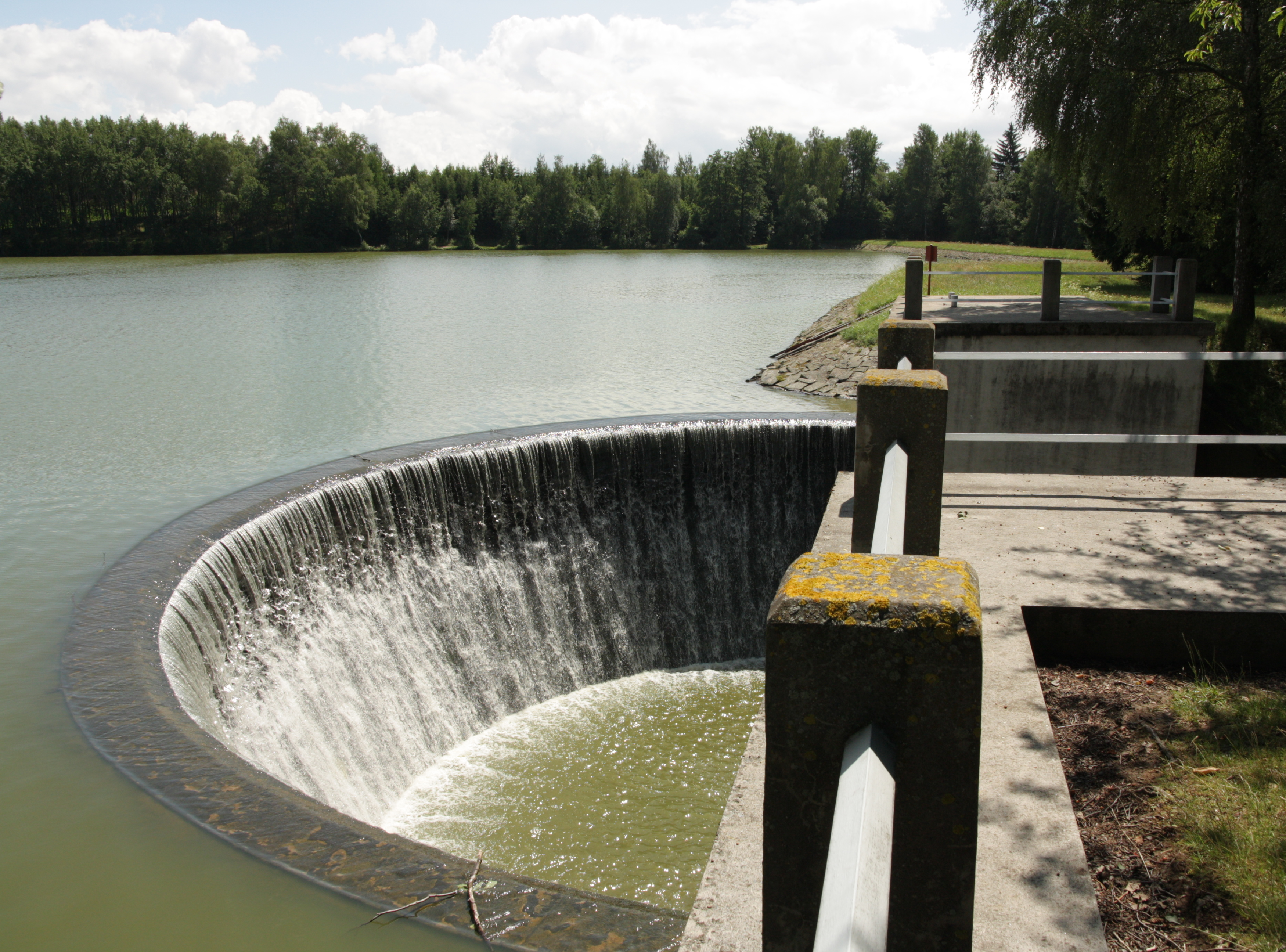
přeliv nádrže
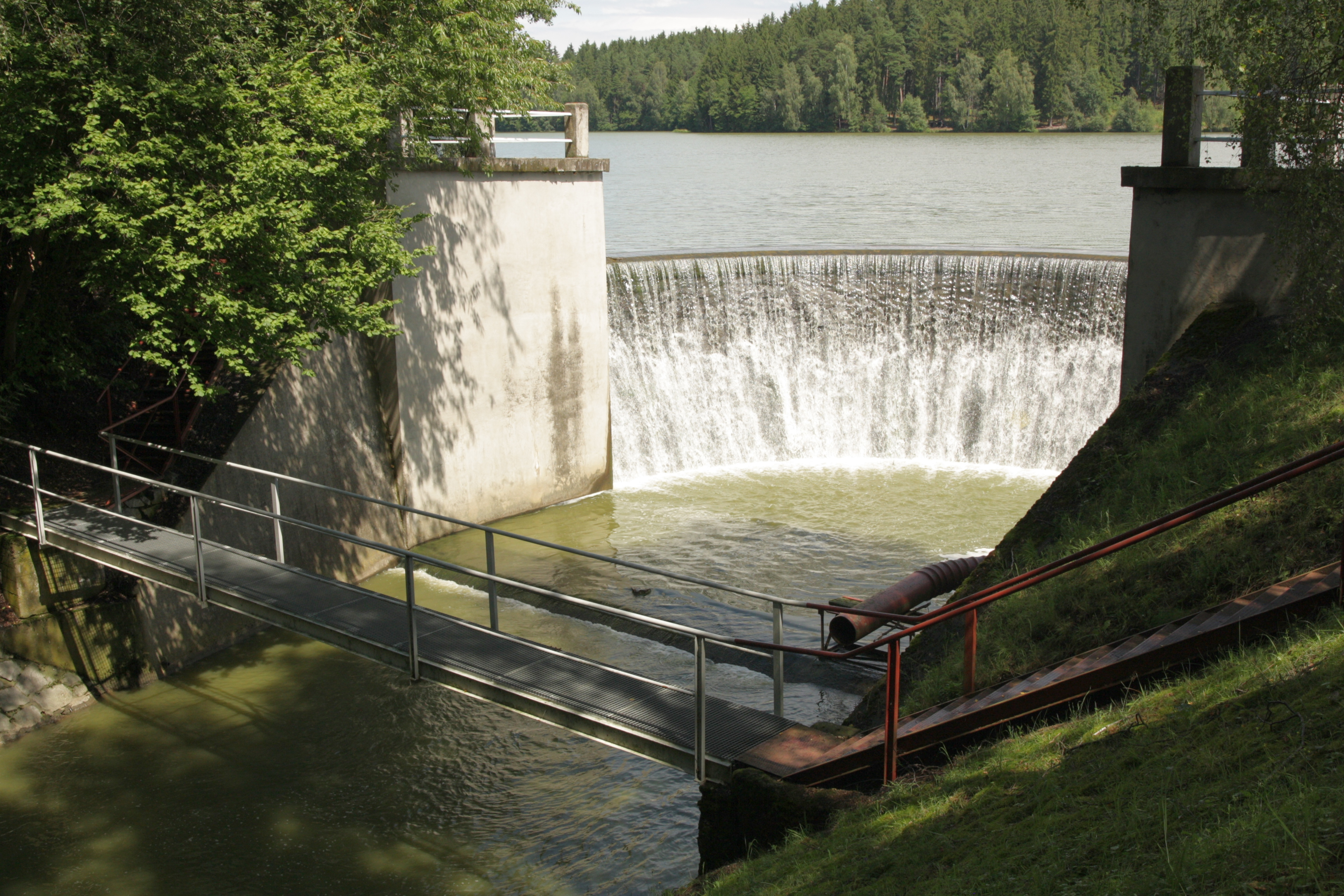
přeliv nádrže a lávka